# Cerco de Geertruidenberg (1593)

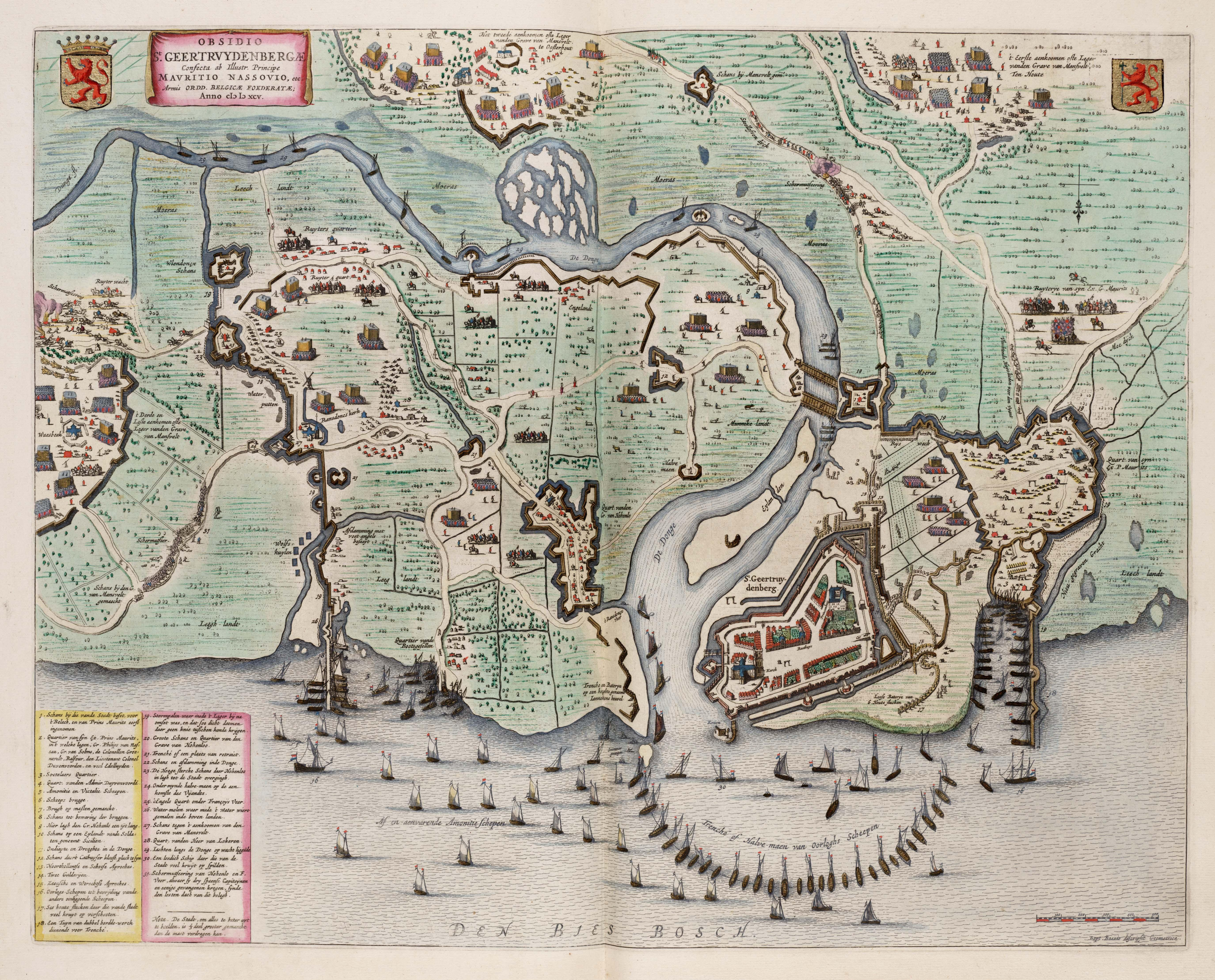
Cerco de Geertruidenberg em 1594 por Giovanni Battista Boazio - a curva do semicírculo na parte inferior são bergantinos bloqueando a cidade

O cerco de Geertruidenberg foi um cerco à cidade de Geertruidenberg que ocorreu entre 27 de março e 24 de junho de 1593 durante a Guerra dos Oitenta Anos e a Guerra Anglo-Espanhola. Tropas anglo-holandesas sob o comando de Maurício de Nassau e Francis Vere sitiaram a cidade guarnecida pelos espanhóis. O cerco foi único porque os sitiantes usaram cem navios, formando um semicírculo em uma corrente no rio Mass para formar um bloqueio. Uma força espanhola sob o comando do Peter Ernst I von Mansfeld-Vorderort tentaram socorrer a cidade em maio, mas foram derrotados e posteriormente forçados a se retirar. Três governadores da cidade foram mortos - após a última fatalidade e como resultado do socorro fracassado, os espanhóis renderam a cidade em 24 de junho de 1593. A vitória rendeu a Maurice muita fama e, portanto, tornou-se um estrategista inabalável na arte da guerra.